# Schmiechen (Schelklingen)
 Schmiechen ist ein Stadtteil von Schelklingen im Alb-Donau-Kreis, Baden-Württemberg.

## Geographie

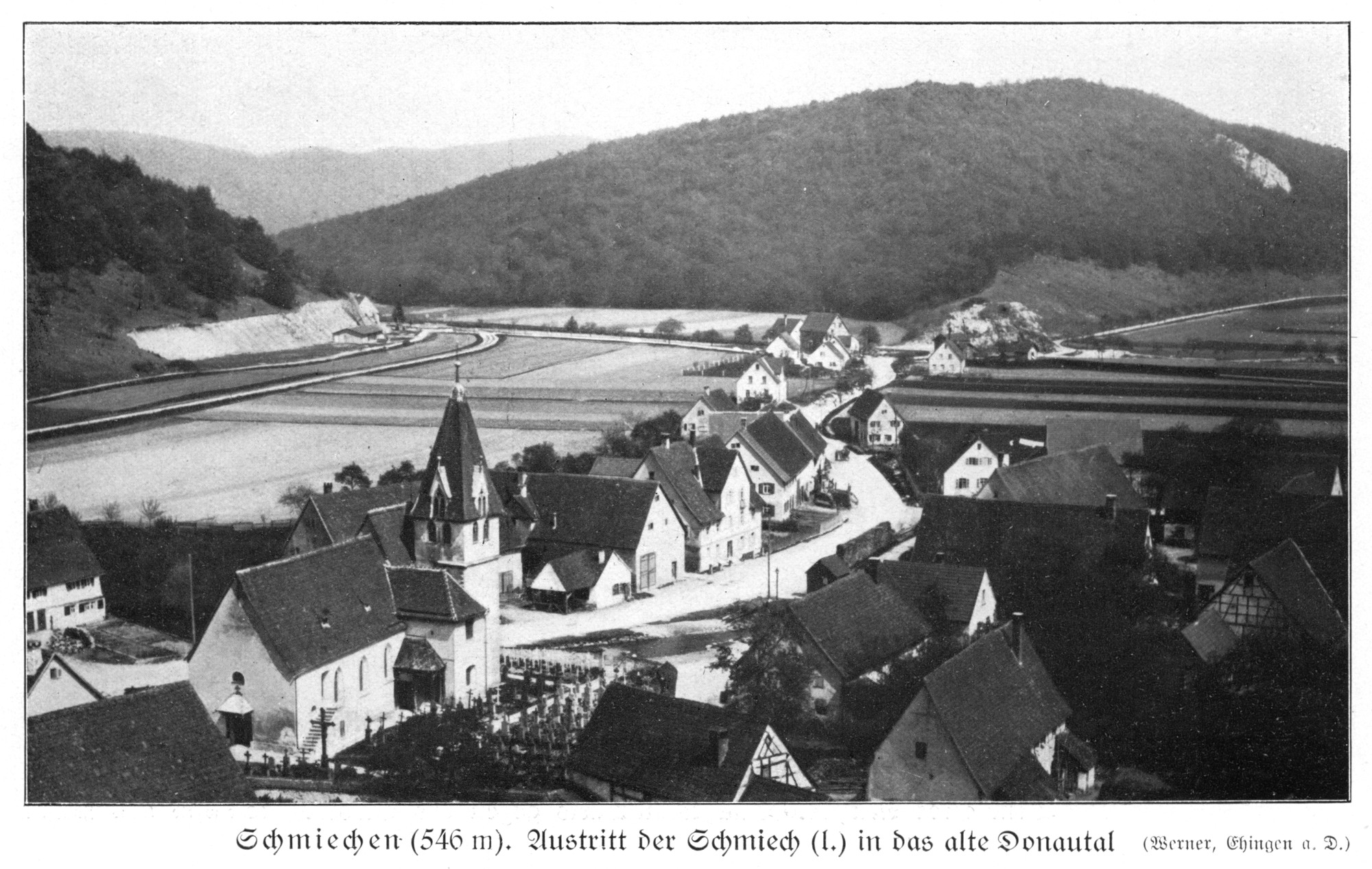
Schmiechen vor 1910 mit Blick nach Nordost auf Kogelstein und Schelklinger Berg

Schmiechen liegt im Schmiechtal, einem Tal am Südrand der Schwäbischen Alb auf 545 m ü. NHN zwischen Schelklingen (2 km) und Allmendingen (5 km) bzw. Ehingen a. D. (10 km).

## Geschichte
Während mehrerer Eiszeiten wurde die Urdonau durch Gletscher gegen die Schwäbische Alb gedrückt. Sie verlief durch das untere Schmiechtal, den Meisenberg umkreisend, bis Schmiechen. Dort wendete sie sich nach Südosten und umkreiste den Schelklinger Berg, wendete sich dann nach Nordwesten und umkreiste den Schelklinger Lützelberg, um danach der heutigen Schelklinger Ach und der Blau zu folgen. Die Donau schuf das heutige Talbild mit den Umlaufbergen des Meisenbergs, des Schelklinger Bergs und des Lützelbergs. Die Bergverbindungen zwischen Meisenberg und Steinsberg, Kapf und Schelklinger Berg, und schließlich Lützelberg und Windsparren wurden – bis auf geringe Reste in Schmiechen – im Laufe der Zeit vollständig abgetragen.
Die Höhlen des Schmiechtals wurden bereits in der Altsteinzeit durch nomadisierende Jäger und Sammler benutzt. Vorgeschichtliche Funde wurden am Kogelstein gemacht (es gab bis zum Bau der Eisenbahn 1868 und Ausbau der Straße 1987 einen großen und kleinen Kogelstein), welche in die Mittlere Altsteinzeit datiert werden können. Schon 1868 beim Bahnbau wurden bei der Sprengung des Felsens Funde gemacht, und ebenfalls 1987 bei der Verbreiterung der Landstraße. Die Funde waren vornehmlich Steinwerkzeuge und Knochen eiszeitlicher Tiere.
Schmiechaufwärts auf der Südseite des Tales befinden sich zwei Höhlen, welche im späten Magdalénien aufgesucht wurden. Robert Rudolf Schmidt fand 1906 im Schmiechenfels (oder Hohlenstein) eine entsprechende Mikrofauna. Noch weiter talaufwärts bei Hütten war auch der geräumige „Hohler Fels“ bewohnt. Die Höhle wurde ebenfalls 1906 durch Robert Rudolf Schmidt untersucht. Die Höhle wurde vom Magdalénien bis zum Mittelalter aufgesucht.
Dass sich Kelten und Römer auf Schmiecher Gemarkung angesiedelt hätten, ist durch archäologische Funde noch nicht belegt, aber wahrscheinlich, denn Einzelfunde wurden auf Schelklinger Markung im Ringinger Tal gemacht.
Nach der Einwanderung der Alemannen in das aufgegebene römische Grenzland wurden die besten Siedlungsplätze zuerst belegt. Wie der Ortsname Schmiechen (=Schmiechheim, Platz an der Schmiehe; Schmiehe ist ein öfters vorkommender Name für einen Bach, wie z. B. der Nebenfluss der Rot (Donau)) belegt, dürfte Schmiechen erst in der Zeit des jüngeren Ausbaus angelegt worden sein.
Schmiechen wurde um die Jahre 1220/30 erstmals urkundlich als Schmiechain erwähnt. Der Ort entstand aber früher, und zwar zeigte sich bei den archäologischen Ausgrabungen bei der Erweiterung der Pfarrkirche 1990, dass bereits im 7. Jahrhundert eine Kapelle vorhanden gewesen sein muss.
Schmiechen hatte im Mittelalter seinen eigenen Ortsadel, genannt Fleck von Schmiechen. Eine weitere Familie nannte sich Griff von Schmiechen und eine dritte Kälbelin. Die Familie der Fleck von Schmiechen war vermutlich stammesgleich mit den Ranz von Neufra, wie die Wappengleichheit verdeutlicht. Es handelt sich um einen stehenden Steinbock, bei den Fleck nach rechts und bei den Ranz nach links schauend. Die Fleck siedelten Anfang des 14. Jahrhunderts von Neufra nach Schmiechen über und erbauten sich eine Burg. Sie saßen zuletzt im 15. Jahrhundert in Pappelau.
Im Laufe des 15. Jahrhunderts verschwindet der Adel aus der Ortsgeschichte. Die Ansässigkeit von Familien des Niederadels lässt eigentlich auf das ehemalige Vorhandensein befestigter Wohnsitze schließen. Die Turmburg der Fleck von Schmiechen lässt sich aufgrund neuerer archivalischer Forschung urkundlich fassen: in einer Urkunde vom 20. Mai 1348 bestätigt Heinrich Fleck, „dass er seiner Tochter Elsbeth seine Hofstätte zu Schmiechen (Smichen) oben im Dorf beim Turm und alles Gut, das er als Lehen von Herrn Conrat von Gundelvingen innehat, (…) gegeben hat und gibt ihr als seinen Träger seinen Bruder Conrat Fleck und seinen Schwager Bentz Kaib.“ Die Ortsbezeichnung oben im Dorf verweist auf eine Lage schmiechaufwärts von der Ortsmitte, der Pfarrkirche, aus gesehen. Mithilfe der Lagerbücher des Klosters Urspring, welche vom ersten Lagerbuch über Schmiechen von 1475 bis zum letzten Lagerbuch von 1750 die Burg Fleck (bzw. später, nach Abgang der Burg nur mehr den „Burghof“) erwähnen, kann man die Lage der Burg bestimmen: sie befand sich am Nordabhang des Kapfs am Ende der heutigen „Kapfstraße“. Der Wohnturm der Fleck stand also nur wenig erhöht über dem Talgrund der Schmiech, konnte aber den gesamten Verkehr durchs Schmiechtal überwachen.
Das Dorf wurde seit dem 14. Jahrhundert durch sukzessive Erwerbungen Teil der Klosterherrschaft Urspring. Als Grundtendenz ist auszumachen, dass Urspring in den Besitzstand des ortsansässigen Niederadels eintrat, also die Besitzungen der Herren von Muschenwang, Fleck von Schmiechen und anderer Rentenbezieher aufkaufte. Herausragende Erwerbungen sind 1409 der Kauf der Burg der Fleck von Schmiechen und die Hälfte der Mühle; die andere Hälfte der Mühle wurde 1447 erworben. 1711 konnte Urspring nach langen Auseinandersetzungen mit Schelklingen die zwei Güter der St. Afrapflege eintauschen gegen zwei urspringische Kaplaneihäuser in Schelklingen (das sogenannte alte hofmeisterische Haus in der Vorstadt und das Westernach’sche Kaplaneihaus). Das Bauerngut und die Sölde der Familie Strölin in Biberach, noch 1686 im Besitz derselben, 1750 aber von der Familie Kraft in Dellmensingen besessen, blieben bis zum Ende des alten Reichs außerhalb der urspringischen Besitzungen.
1806 gab es in Schmiechen eine beachtliche Zahl von Handwerkern, welche der Zunftlade in Schelklingen angehörten, so 2 Schneider, 2 Schuster, 1 Wagner, 1 Schreiner, 1 Zimmermann, 3 Maurer, 2 Weber, 1 Küfer, 1 Schmied und 1 Strumpfstricker, zusammen 15 Handwerker bei 46 Privatgebäuden. Neben Handwerkern, welche in jedem Dorf anzutreffen waren, wie der Dorfschmied und Wagner, hatte sich das Handwerk auch auf Berufe ausgedehnt, welche auch in den benachbarten Städten zu finden waren. Die Zahl der bäuerlichen Tagelöhner ist nicht bekannt, doch scheint bis 1806 eine erhebliche bäuerliche Unterschichtung durch die eingeschränkte Verfügbarkeit von Gütern im Talgrund der Schmiech eingetreten zu sein.
Mit der Säkularisation des Klosters Urspring 1806 kam auch Schmiechen an das Herzogtum Württemberg.

### Wappen
Das Gemeindewappen zeigt den aufrechtstehenden nach rechts sehenden Steinbock der Adelsfamilie Fleck von Schmiechen.

### Religionen
Die katholischen Einwohner von Schmiechen waren schon früh in die römisch-katholische Kirchengemeinde St. Vitus Schmiechen eingepfarrt, die evangelischen Einwohner nach Weiler (Blaubeuren).

#### Katholische Pfarrer bei St. Vitus
Nach Bollow 1985 und 1991.
- 1275 NN Fleck, Rektor der Kirchen in Schmiechen, Grabenstetten und Wilretingen
- 1312/1340 Mangold, Dekan des Landkapitels († zwischen 1340 und 1345); Vetter des Ortsherrn Heinrich Fleck von Schmiechen
- spätestens ab 1372 Hugo genannt Bletz
- 1381 Heinrich genannt Schuebenrugg
- Konrad Pfortzer, resigniert 1485
- 17. Januar 1485 Peter Schleicher, Presbyter aus Ehingen a. D. († 1521)
- 1521 Johann Molitor
- genannt 1552–1556 Peter Betz
- 1568 Jakob Maurer
- 1574 oder 1575 Kaspar Traub aus Munderkingen
- 1581 Kaspar Huber
- 1622 Tobias Mayer
- 1630er Jahre bis 1650 Peter Hensinger, nachmaliger Pfarrer in Altsteußlingen und Dekan des Landkapitels Ehingen
- 1651–1655 Pfarrverweser Johannes Franciscus Scherer; Prior im Kloster Urspring von Oktober 1649 bis vor 12. Juli 1655[11]
- 1660 Magister Johannes Froschmayer
- 1680–1711 Georg Christoph Kruchenberger (Krachenburger) († 1711); war Kaplan der Steinschen Kaplanei im Kloster Urspring von 8. Juli 1680 bis nach 12. Juni 1685; Kaplan der Ellerbachschen Kaplanei im Kloster Urspring von vor 23. Januar 1692 bis nach 11. Februar 1705[12]
- 1711–1744 Petrus Werz, Sohn des Schmiechener Müllers (* Schmiechen 14. Oktober 1672, † Schmiechen 1744)
- 1744–1763 Benedikt Raymund Maria Schalch, Sohn des Urspringer Hofmeisters Franz Xaver Schalch (* Schelklingen 31. August 1720, † begraben Schmiechen 19. April 1763)
- 1763–1793 Konrad Theodor Jone, Pfarrer; vorher 1761–1768 (?) Wernauer Kaplan im Kloster Urspring (* Königsberg in Preußen 1732, † Schmiechen 1793 (errechnet) mit 61 Jahren an der Schwindsucht)[13]
- 18. März 1794 bis 3. Januar 1795 Benedikt Franz Anton Kneer, Pfarrer (* Schelklingen 12. Juni 1746, † Schmiechen 3. Januar 1795)[14]
- bis 6. Juni 1796 Pfarrverweser Pater Sophonius Ihler
- 6. Juni 1796 bis 20. Mai 1808 Josef Schuster (* Schmiechen 5. Februar 1746, † Schmiechen 20. Mai 1808)
- bis 24. August 1808 Pfarrverweser Johannes Capistranus Pregler
- 24. August 1808 bis 22. Oktober 1822 Pfarrer Josef Probst (* Rottweil 15. Dezember 1760, † Schmiechen 22. Oktober 1822)
- Bernhard Osswald, Pfarrverweser (* Ehingen a. D. 1. Juli 1760, † 1833)
- 6. August 1823 bis Kaspar Böhler (* Rickenbach in Vorarlberg 25. Oktober 1776, † Bergatreute 8. Mai 1829)
- Mai 1828 bis Mai 1829 NN Bauer, Pfarrverweser in Schelklingen
- 1829 bis September 1830 Pfarrverweser Fidel Braig, Stadtpfarrer in Schelklingen (* Ehingen a. D. 1784, † Schelklingen 22. Februar 1844)
- November 1831 bis Oktober 1832 Pfarrverweser NN Baumgartner
- Oktober 1832 bis Ende 1833, Pfarrverweser NN Müller
- von Januar bis April 1834, Pfarrverweser NN Baumann
- von Mai 1834 bis Ende 1835, Pfarrverweser Fidel Braig, Stadtpfarrer in Schelklingen (* Ehingen a. D. 1784, † Schelklingen 22. Februar 1844)
- von Januar 1836 bis 21. Dezember 1836, Pfarrverweser NN Wanner
- 21. Dezember 1836 bis 2. Juni 1888 Pfarrer Franz Xaver Reihing (* Rottenburg a.N. 17. November 1804, † Schmiechen 2. Juni 1888)
- 11. August 1885 bis 2. Juni 1888 Josef Schmid, Vikar
- 2. Juni 1888 bis 29. Oktober 1888 Josef Schmid, Pfarrverweser
- 29. Oktober 1888 bis 15. April 1919 Erwin Huck, Pfarrer (* Ulm a. D. 21. März 1848, † Schmiechen 30. Juli 1919)
- nach 30. Juli 1919 bis 14.&Dezember 1919 war die Pfarrei unbesetzt und wurde durch Pfarrverweser der Umgebung vertreten
- 14. Dezember 1919 bis September 1926 Bernhard Fuchs, Pfarrer (* 6. November 1862, † Ellwangen 7. September 1935)
- 9. November 1927 bis 13. Oktober 1945 Franz Xaver Schaupp, Pfarrer (* Vöhringen an der Iller 30. Dezember 1872, † Schmiechen 13. Oktober 1945)
- Juli 1946 bis 1990 Ottmar Kopp, letzter Ortspfarrer (* Blaubeuren 28. Dezember 1913, † Krankenhaus Blaubeuren 25. September 1990)

### Eingemeindungen
Die Gemeinde Schmiechen war bis 1806 Teil der Klosterherrschaft Urspring. 1807 wurde der Ort Teil des Oberamts Urspring des Kreises Ehingen, seit 1809 gehörte es zum Oberamt Blaubeuren und seit 1938 zum Landkreis Ehingen. Seit der Gemeindereform im Jahr 1974 ist Schmiechen eine Teilgemeinde der Stadt Schelklingen im Alb-Donau-Kreis.

#### Teilorte von Schmiechen
- Der Hof Muschenwang gehörte von ca. 1825 bis 1834 zu Schmiechen und wurde 1834 nach Hausen o.U. eingemeindet.
- Vohenbronnen: ein Hofgut, erbaut vor 1857 durch Johannes Bumüller, mehrere Kilometer von Schmiechen entfernt an der Straße Schelklingen-Ringingen, welches dem Steinbruch des Zementwerks Schelklingen Vohenbronnen weichen musste. In der Nähe wurde danach der Aussiedlerhof der Familie Bumüller erbaut.

### Einwohnerentwicklung
Im späten 15. Jahrhundert hatte Schmiechen etwa 200–250 Einwohner, errechnet anhand der Zahl der Lehensgüter. In der folgenden Tabelle handelt es sich um Einwohnerzahlen nach dem jeweiligen Gebietsstand. Die Zahlen sind Volkszählungsergebnisse (¹) oder amtliche Fortschreibungen des Statistischen Landesamtes Baden-Württemberg.
| Jahr               | Einwohner |
| ------------------ | --------- |
| 1797               | 285       |
| 1804               | 262       |
| 1807               | 240       |
| 1824               | 326       |
| 1830               | 329       |
| 3. Dezember 1834 ¹ | 338       |
| 3. Dezember 1837 ¹ | 334       |
| 3. Dezember 1840 ¹ | 358       |
| 3. Dezember 1843 ¹ | 387       |
| 3. Dezember 1846 ¹ | 379       |
| 3. Dezember 1849 ¹ | 392       |
| 3. Dezember 1852 ¹ | 391       |
| 3. Dezember 1855 ¹ | 364       |
| 3. Dezember 1858 ¹ | 367       |
| 3. Dezember 1861 ¹ | 366       |
| 3. Dezember 1864 ¹ | 368       |

| Jahr               | Einwohner |
| ------------------ | --------- |
| 3. Dezember 1867 ¹ | 348       |
| 1. Dezember 1871 ¹ | 359       |
| 1. Dezember 1880 ¹ | 372       |
| 1. Dezember 1890 ¹ | 360       |
| 1. Dezember 1900 ¹ | 464       |
| 1. Dezember 1910 ¹ | 420       |
| 16. Juni 1925 ¹    | 453       |
| 16. Juni 1933 ¹    | 481       |
| 17. Mai 1939 ¹     | 514       |
| 1946 ¹             | 575       |
| 1951               | 694       |
| 1956 ¹             | 735       |
| 6. Juni 1961 ¹     | 844       |
| 1971               | 1043      |
| 27. Mai 1987 ¹     | 1019      |
| 31. Dezember 2008  | 1023      |

## Politik

### Schultheißen, Bürgermeister und Ortsvorsteher
Schultheißen bis 1930, Bürgermeister von 1930 bis 1974, seit 1972 Ortsvorsteher (nach der Vereinigung mit Schelklingen im Jahre 1974 wurde der Bürgermeister zum Ortsvorsteher)
- 1792 bis nach 1806 Philipp Hetzelberger († nach 25. Januar 1 1814)
- 1811 Anton Gumper (* Januar 1756, † 25. September 1821)
- 1823 Franz Xaver Hetzelberger (* 1. Dezember 1779, † 28. Januar 1867)
- 1825 Matthäus Stoll (* 18. September 1774, † 22. Oktober 1848)
- vor 1876 Johann Michael Stoll (* 16. April 1824, † 9. März 1898)
- 1876–1905 Medard Vitus Kneer, Hirschwirt (* 31. Mai 1824, † 28. September 1910)
- 1905–1926 Maximilian Schlegel (* 10. Oktober 1846, † 23. Februar 1927)
- 1927–1938 Franz Eugen Burgmaier, Sonnenwirt (* 6. Mai 1874, † 11. Februar 1944)
- 1938–1946 Anton Fischer, Bürgermeister von Schelklingen (* 11. April 1876, † 10. Oktober 1956)
- 1946–nach 1960 Vitus Schmötzer

Der Ortsvorsteher wird von der Stadt Schelklingen auf Vorschlag des Ortschaftsrates ernannt. Derzeit (2019) Kerstin Scheible.

### Bildung und Sport
Der Ort verfügt über den Kindergarten St. Antoniushaus und über eine Grundschule. Die sportliche Infrastruktur besteht aus einer Sportanlage (Fußball) und einer Tennisanlage. Für Hallensport steht die Mehrzweckhalle zur Verfügung.

## Wirtschaft und Infrastruktur

### Wirtschaft
Schmiechen war ursprünglich ein fast reines Bauerndorf mit nur wenigen Handwerkern unter der Herrschaft des Klosters Urspring. Neben Bauernhöfen und Sölden bestand das Dorf ursprünglich wohl nur aus der Pfarrkirche St. Vitus mit Friedhof und dem Pfarrhaus daneben, einer Getreidemühle, einer Schmiede, einer Gastwirtschaft (Gasthaus zum Hirsch, genannt im 17. Jahrhundert vor dem Gasthaus zur Sonne) und einem Schulhaus. Die Bevölkerungszahlen verdeutlichen, dass das Dorf von 1500 bis 1800 nur wenig gewachsen ist, von ca. 200/250 auf knapp 300 Einwohner.
Im 19. Jahrhundert entwickelten sich Ansätze einer Industrialisierung: 1841 gründete Jakob Maier (* 1806, 1842 Schreiner, 1846 Hirschwirt) eine Zündholzfabrik im Garten seines Schwiegervaters, des Waldschützen Andreas Schmaus (seine Ehefrau war Susanna Magdalena Schmauz). 1843 beschäftigte die Fabrik im Fabriklokal 16 und außerhalb 50 Arbeiter; sie bestand noch 1854.
Die Mitte des Jahrhunderts einsetzende Zementindustrie machte sich auch in Schmiechen bemerkbar, obwohl dort keine Fabrik entstand. 1846 errichtete Karl Stiehle aus Allmendingen am Hühnerberg auf Schmiecher Markung fünf Brennöfen und legte einen Steinbruch an. Die Fabrik befand sich in Allmendingen, ab 1854 in der Hand von Leube. Das 1899 errichtete Zementwerk des Stuttgarter Immobilien- und Baugeschäfts in Schelklingen nutzte den Zementmergel in Vohenbronnen auf Schmiecher Markung.
Weitere Gewerbebetriebe in Schmiechen in den 1860er Jahren neben der Getreidemühle waren eine Sägemühle, eine Ziegelhütte und ein Tuffsteinbruch. Die Sägemühle am westlichen Ende des Dorfes im Besitz der Familie Schwer wurde 1963 durch einen Neubau ersetzt.
1875 entstand der größte Industriebetrieb, die Baumwollspinnerei des Carl Christian Maier. 1896 übernahm die Familie Held die Zwirnerei. 1950 wurde der Betrieb durch eine Bleicherei und Färberei erweitert. 1972 beschäftigte die Firma Christian Held 220 Personen. Die Firma besteht heute nicht mehr.
1931 wurde von Hugo Burgmaier (* 1909) bei der Mühle die metallverarbeitende Firma Burgmaier gegründet, welche 1958 nach Allmendingen verlagert wurde. Die Getreidemühle bestand bis in die 1950er Jahre.

#### Gastwirtschaften
Das Gasthaus zum Hirsch war bereits 1686 vorhanden. Als „Hirschwirt“ erscheint 1686 Bartholomäus Stether, anschließend Leonhard Strahl, gefolgt von Joseph Schuester von Justingen Dieser war noch 1750 „Dafernwürth“ und hatte eine eigene Brauerei. 1781 war Hans Georg Mähr (Mehr) „Unterwirt“; er heiratete die Tochter Maria Gertrud des Vorbesitzers. Als Nachfolger erscheint sein Sohn 1810 Heinrich Mehr, „der untere Wirth“ genannt. Erster „Kneer“ als Hirschwirt scheint Medard Vitus (1824–1910) gewesen zu sein. Sein Nachfolger wurde Andreas (1849–1901); gefolgt von Hermann Josef (1883–1970).
Mitten im Dorf steht das Gasthaus zur Sonne, 1686 unter Philipp Pfueler scheinbar noch nicht vorhanden. Die Einrichtung einer Wirtschaft scheint unter seinem Nachfolger Johannes Schlachtenberger erfolgt zu sein, der in der Folgezeit „Oberwirt“ genannt wurde. Die Eröffnung einer Brauerei wird 1715 erwähnt. Dieser war noch 1750 auf dem Haus. Nachfolger war sein Sohn Philipp Schlachtenberger (1747–1813). Letzter Schlachtenberger als Sonnenwirt war Johann Georg, Sohn des Philipp (1786–1825).
Die Familie Schlachtenberger wurde 1832 durch Fidel Burgmaier (1805–1860) aus Aderzhofen abgelöst. Die Familie Burgmaier erbaute im 19. Jahrhundert ein separates Brauhaus; bis in die 1970er Jahre versorgte das „Sonnenbier“ die ganze Umgebung und die jährlichen Bierzelte. In den 1970er Jahren wurde die Brauerei abgebrochen.
Mit dem Bau der Donautalbahn 1868 erhielt Schmiechen auch eine Bahnhofsgaststätte direkt an der Bahnlinie und dem beschrankten Bahnübergang der B 492 gegenüber dem Bahnhof, das heutige Gasthaus Schwabenstüble.

### Verkehr
Schmiechen liegt an der Bundesstraße 492 zwischen Schelklingen nach Ehingen a. D. Aus Richtung Mehrstetten trifft in Schmiechen die Kreisstraße 7407 (Schmiechtalstraße) ein.
Schmiechen hat seit 1868 einen Haltepunkt an der Bahnstrecke Ulm–Sigmaringen. Der beschrankte Bahnübergang der B 492 über die Bahnstrecke wurde 2007/2008 beseitigt und die Bahnstrecke untertunnelt.
Des Weiteren besteht seit 1901 ein Anschluss an die Bahnstrecke Reutlingen–Schelklingen.

## Kultur und Sehenswürdigkeiten

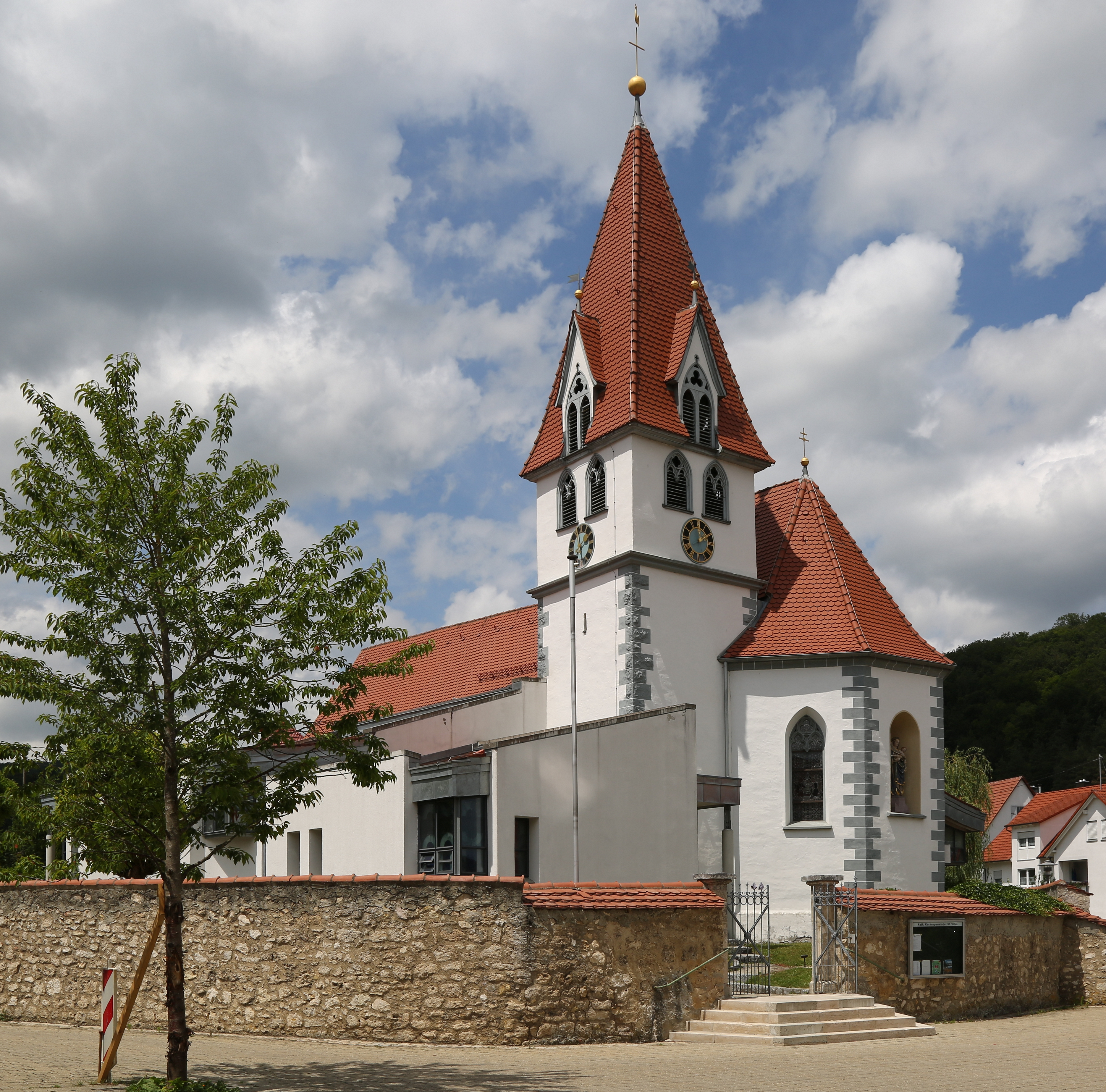
Pfarrkirche St. Vitus in Schmiechen nach dem Umbau, 2018

### Bauwerke
- Die mittelalterliche Pfarrkirche St. Vitus mit dem ummauerten Friedhof. Bei der umfassenden Renovierung der Kirche beginnend im Frühjahr 1889 wurden bedeutende baugeschichtliche Entdeckungen gemacht.[21] Der gotische Chor wurde 1492 durch Hans Bürer von Blaubeuren errichtet. Er war mit stilisierten Blumen freskiert. Auch das Langhaus ist im Jahre 1492 mit einem Bilderzyklus bemalt worden, wovon noch ein Märtyrerbild, und zwei Szenen aus der Passion, die eine Personen unter dem Kreuz, die andere die Grablegung darstellend, erkennbar waren. 1889 wurde außerdem die Krypta wieder aufgedeckt, welche in den folgenden Jahren zu einer Heiliggrabkapelle eingerichtet wurde.[22] 1889 konnten die ältesten Teile der Kirche, wie der untere Teil des Kirchturms und Freskenreste im Langhaus noch in die Romanik datiert werden. Die archäologischen Ausgrabungen bei der Erweiterung der Pfarrkirche von 1990 bis 1997 indes zeigten, dass bereits im 7. Jahrhundert eine Kapelle vorhanden gewesen sein muss.[23] Bei dem Umbau der Kirche seit 1990 wurde das alte Langhaus auf beiden Seiten durch Anbauten, welche zum Schiff hin offen sind, erweitert, wodurch ein einziger großer Kirchenraum entstand. Der spätgotische Chor blieb baulich unverändert, seine Ausmalung wurde aber wieder hergestellt.[24]

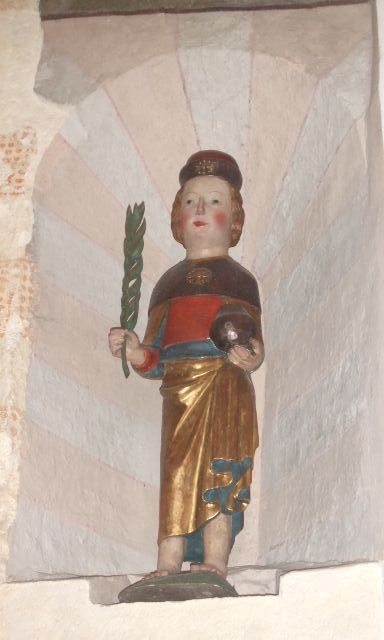
Pfarrkirche St. Vitus Schmiechen, Spätgotische Figur des Hl. Vitus

- Heiligenstatue der Friedenskönigin, das Wahrzeichen von Schmiechen, und der Kreuzweg mit Bildstöcken vom Friedhof auf den Kapf; dieser wurde am 2. Mai 1897 eröffnet.[25]

- Die ehemalige Getreidemühle am Bachweg wird schon 1340 erwähnt.[26] Die Mühle bestand 1810 aus einem Haus mit einem oberschlächtigen Werk von drei Mahlgängen und einem Gerbgang.[27] Die Mühle wurde noch in der ersten Hälfte des 20. Jahrhunderts betrieben. Heute ist das alte Mühlengebäude durch ein Wohngebäude ersetzt, doch das Stauwehr und der Mühlkanal bestehen noch.

- Das „Gasthaus zur Sonne“ ist noch in seiner historischen Bauform erhalten, obwohl es in den letzten Jahrzehnten stark modernisiert wurde und die gesamte frühere historische Inneneinrichtung verloren hat.

### Natur
- Der Schmiechener See: Naturdenkmal in Baden-Württemberg
- Die Schmiech und das Schmiechtal:[28] ein Flusstal mit Fahrradwegen, Wandermöglichkeiten, den Fallenstöcken für die Wiesenwässerung und dem Forellenwasser Schmiech

## Söhne und Töchter der Gemeinde
- Maximilian Kneer (* Schmiechen 7. Oktober 1864, † 17. Januar 1934): studierte katholische Theologie im Wilhelmsstift Tübingen 1884–1888. Am 23. Juli 1889 Priesterweihe in Rottenburg a.N., 14. August 1889 Vikar in Heilbronn, 6. September 1893 Pfarrverweser in Bach, 2. August 1894 Pfarrer in Affaltrach, 15. Oktober 1895 Schulinspektor für den Bezirk Heilbronn, 19. November 1903 Pfarrer in Unterschneidheim, 2. September 1913 – 21. Februar 1933 Bischöflicher Kommissär, 15. Juni 1928 Päpstlicher Ehrenkämmerer, † 17. Januar 1934[29]

## Sonstige bedeutende Persönlichkeiten
- Friedrich List (* spätestens 6. August 1789 in Reutlingen; † 30. November 1846 in Kufstein): 1809–1810 Amtsschreibereisubstitut in Schelklingen, verfasste das Schmiechener Güterbuch von 1810, die Beilagen zum Güterbuch 1810 und das Beschwerden-Verzeichnis 1810 (Band 42 und Bü. 167 f. des Schmiechener Gemeindearchivs)[30]
- Carl Christian Maier [Majer] (* Kirchheim u.T. 26. April 1851, † Schmiechen 22. Juni 1938): Handweber, Inhaber einer mechanischen Baumwollspinnerei, Landwirt, Privatier, Landtagsabgeordneter
- Corinna Pfister (* Ulm 16. Mai 1846, † Schmiechen 6. Oktober 1889): Gräfin, Dichterin und Chronistin
- Franz Xaver Reihing (* Rottenburg am Neckar 17. November 1804, † Schmiechen 2. Juni 1888): Pfarrer, Kirchenmusiker und Chronist